# New Oxford
New Oxford è un comune degli Stati Uniti d'America nella Contea di Adams, in Pennsylvania. La sua popolazione al censimento del 2000 era di 1.696 abitanti.

## Società

### Evoluzione demografica
La composizione etnica della zona vede una prevalenza della razza bianca (92,45%), seguita dagli afroamericani (1,36%).
| Borough di New Oxford Popolazione |       |
| 2000                              | 1.696 |
| Stima al 01-07-07                 | 1.766 |